# Benito Zambrano
Pour les articles homonymes, voir Zambrano.
Benito Zambrano, né à Lebrija (Espagne) le 20 mars 1965, est un scénariste et réalisateur espagnol.
Son film Habana Blues a été projeté dans la section Un certain regard au Festival de Cannes 2005.

## Biographie
Benito Zambrano étudie à l'Escuela Internacional de Cine y Televisión à San Antonio de los Baños (Cuba).

## Filmographie partielle

### Comme réalisateur et scénariste
- 1994 : Amores (uniquement scénariste)
- 1995 : El encanto de la luna llena (uniquement réalisation)
- 1999 : Solas
- 2005 : Habana Blues (également acteur)
- 2011 : La voz dormida (The Sleeping Voice)
- 2019 : L'Échappée sauvage (Intemperie)
- 2021 : Pan de limón con semillas de amapola

### À la télévision
- 2002 : Padre coraje  (mini-série télévisée, 3 épisodes)

## Récompenses et distinctions
- Goyas 2020 : Meilleur scénario adapté pour Intemperie